# 阿開木煮鹹魚

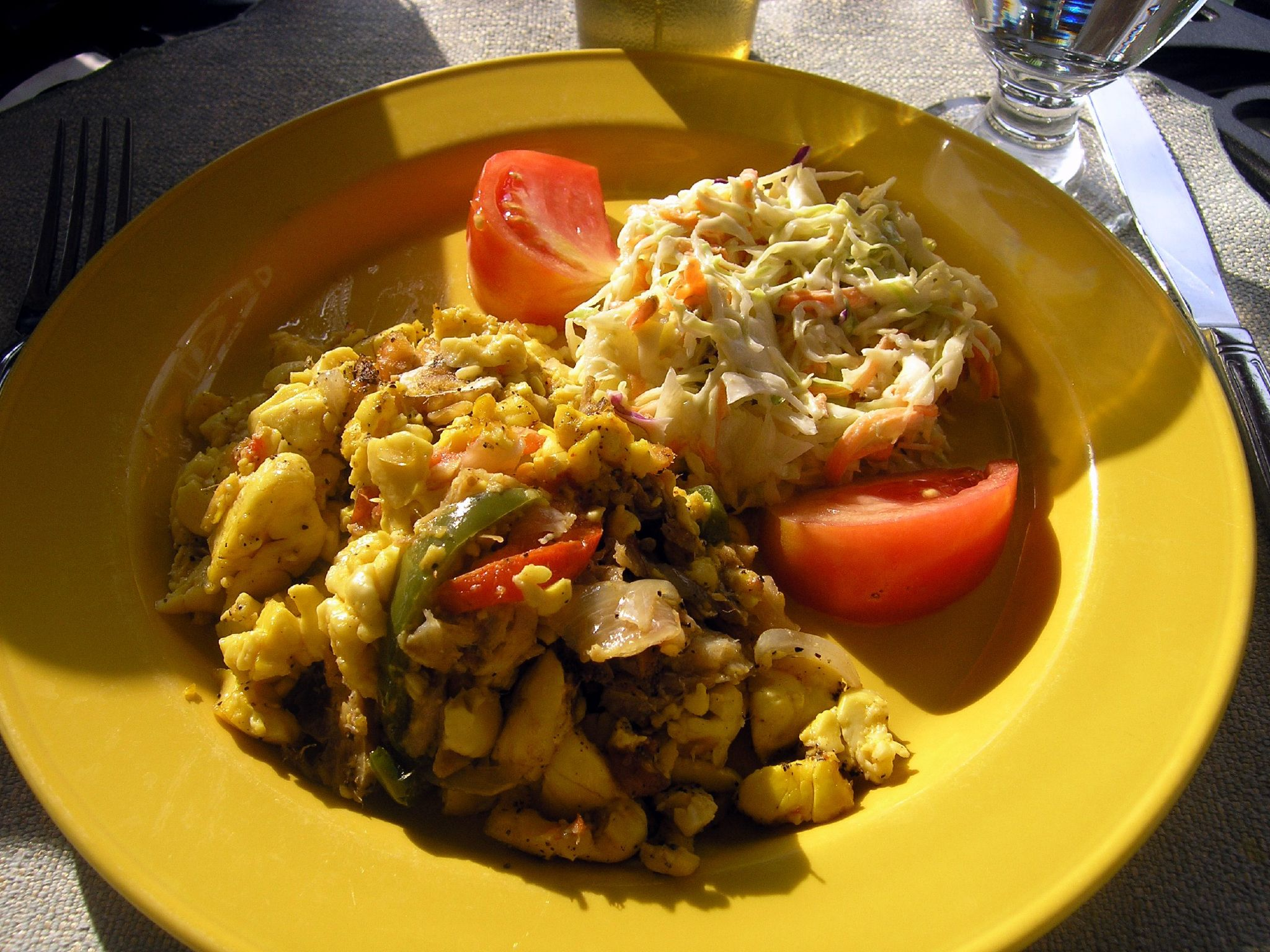
倫敦布里克斯頓一家餐館中的阿開木煮鹹魚

阿開木煮鹹魚是牙買加國菜，後來被推廣到世界的其他地方。做這道菜一般需要準備一條腌鱈魚，一些阿開木果、蘇格蘭帽椒、番茄及其他香料，通常和烤麵包樹果、硬麵團麵包、炸大蕉等一起作為早餐或正餐食用。 
1778年阿開木由西非運達牙買加，後來漸漸被開發成食材。但是未成熟阿開木果有毒，故食用時需注意。

## 背景
阿基果（Blighia sapida）是牙买加的国家水果。它在1725年之前从加纳进口到加勒比地区，因为 "阿基 "或 "阿基 "是阿肯人的另一个名字Akyem。这种水果的学名是为了纪念威廉-布莱船长，他在1793年将这种水果从牙买加带到英国邱皇家植物园，并将其引入科学。由于这种水果的某些部分是有毒的，比如在成熟阶段打开外壳之前的假种皮，所以在进口到美国等国家时有运输限制。另一方面，咸鳕鱼被引入牙买加，作为被奴役者的长期和廉价的蛋白质来源。